# Anet
Anet è un comune francese di 2 738 abitanti situato nel dipartimento dell'Eure-et-Loir nella regione del Centro-Valle della Loira.

## Monumenti e luoghi d'interesse
- Castello di Anet

## Società

### Evoluzione demografica
Abitanti censiti